# Merston
Merston – wieś w Anglii, w hrabstwie West Sussex, w dystrykcie Chichester. Leży 4 km na południowy wschód od miasta Chichester i 88 km na południowy zachód od Londynu.